# Aclista rufopetiolata
Aclista rufopetiolata är en stekelart som först beskrevs av Christian Gottfried Daniel Nees von Esenbeck 1834.  Aclista rufopetiolata ingår i släktet Aclista, och familjen hyllhornsteklar. Arten är reproducerande i Sverige.